# Zemfira
Ziemfira Tałgatowna Ramazanowa (ros. Земфира Талгатовна Рамазанова), występująca pod pseudonimem Zemfira (ur. 26 sierpnia 1976 w Ufie) – rosyjska piosenkarka rocka alternatywnego, autorka tekstów i kompozytorka, założycielka i solistka zespołu Zemfira (Земфира).
Jest przedstawicielką indie rocka, wyróżniającą się odejściem od tradycyjnej roli kobiety w rosyjskiej muzyce. Chociaż bywa porównywana z kobietami-rockersami: Żanną Aguzarową, Janką Diagilewą i Nastią Polewą, to tylko w niewielkim stopniu przypomina swoje rosyjskie poprzedniczki. Charakter jej dokonań jest bardziej zbliżony do twórczości takich artystek, jak Kate Bush czy Björk.
Teksty piosenek Zemfiry są głęboko zaangażowane w powszechne problemy i zjawiska współczesnego społeczeństwa, takie jak alienacja, depresja, homoseksualizm czy AIDS. Brzmieniowo Zemfira jest czasem porównywana do wczesnej Alanis Morissette i Melissy Etheridge. Jest obdarzona silnym, czystym głosem o dużej skali.

## Życiorys
Urodziła się w Baszkirii w mieście Ufa, w tatarsko-baszkirskiej rodzinie inteligenckiej. Ojciec, Tałgat Tałchojewicz Ramazanow (Талгат Талхоевич Рамазанов), jest nauczycielem historii, zaś matka, Fłorida Chakijewna (Флорида Хакиевна) – lekarką. Od wczesnych lat zajmowała się muzyką. W wieku pięciu lat rozpoczęła edukację w szkole muzycznej, gdzie początkowo została przyjęta jako wokalistka w chórze, by potem przejść do klasy fortepianu. Wtedy też miał miejsce telewizyjny debiut piosenkarki: zaśpiewała solo w lokalnej telewizji.
Jeszcze przed rozpoczęciem nauki w szkole wykazywała zainteresowanie muzyką rockową, słuchała muzyki Black Sabbath, Nazareth i Queen. W szkole była aktywną uczennicą: należała do siedmiu kółek zainteresowań, lecz swój czas poświęcała głównie muzyce i koszykówce. Szkołę muzyczną ukończyła z wyróżnieniem. W początku lat 90. została kapitanem żeńskiej rosyjskiej reprezentacji juniorów w koszykówce, pomimo że nie wyróżniała się wysokim wzrostem (173 cm). Jednocześnie samodzielnie uczyła się gry na gitarze i na ulicach oraz placach  wykonywała piosenki zespołów Kino, Akwarium i Nautilus Pompilius. Po ukończeniu szkoły rozpoczęła edukację w Szkole Sztuk Pięknych w Ufie, od razu na drugim roku. W tym okresie, wraz ze swoim kolegą Władem Koczinem wykonywała utwory jazzowe i rock and rollowe w lokalach i restauracjach.
Pracowała jako operator dźwięku w stacji radiowej Europa Plus w Ufie. Jednocześnie w programie Cakewalk pisała utwory, które później weszły w skład jej pierwszego albumu. Jej pierwsze piosenki to: „Śnieg” (Снег), „Dlaczego” (Почему), Synoptyk” (Синоптик) i „Rakiety” (Ракеты). Jej pierwszym współpracownikiem był Rinat Achmadijew (Ринат Ахмадиев). Wspólnie postanowili nagrać pewną liczbę piosenek, które byłyby wykorzystane na świątecznych występach, często organizowanych przez radio Europa plus. Rinat dokooptował do współpracy perkusistę Sergieja Sozinowa (Сергея Созинов) i cała trójka rozpoczęła wspólne próby, na których Zemfira gra na gitarze i instrumentach klawiszowych. Do grupy muzyków dołączył pianista Sergiej Miroljubow (Сергей Миролюбов), a po jednym z koncertów zespół został wzbogacony o gitarzystę solowego Wadima Solowiowa (Вадим Соловьёв), tworząc grupę Zemfira.
Za pożyczone pieniądze udała się do Moskwy, gdzie rozpoczęła starania mające na celu wprowadzanie grupy na muzyczny rynek. Przedstawiła kasetę demo wielu moskiewskim producentom, jednakże próba rozpropagowania nowego zespołu się nie powiodła. Wreszcie na corocznym festiwalu Maksidrom kaseta z nagraniami trafiła, za pośrednictwem dziennikarek, do rąk Leonida Burłakowa (Леонид Бурлаков), producenta związanego z grupą Mumij Troll (Мумий Тролль), który zdecydował się zaryzykować i wydać album grupy. Od 19 października do 7 listopada 1998 w studio nagrań Mosfilm (Мосфильм) został zrealizowany pierwszy album artystki. Reżyserem dźwięku był Wladimir Owczinnikow (Владимир Овчинников). Oprócz członków zespołu Zemfira w nagraniu brali udział muzycy grupy Mumij Troll: gitarzysta Jurij Caler (Юрий Цалер) i perkusista Oleg Pungin (Олег Пунгин).
W połowie stycznia 1999, bez udziału grupy, zrealizowała nagranie w Beethoven Street Studio z Chrisem Bandy w charakterze reżysera dźwięku. Debiutancki album zatytułowano Zemfira. Już w połowie lutego w radiu pojawiły się pojedyncze piosenki: „AIDS” (СПИД), „Rakiety” (Ракеты) i „Ariwederczi” (Ариведерчи). W marcu 1999 został też nagrany w Pradze klip do utworu „AIDS”. 24 marca w moskiewskim klubie Republika Beefeater odbyła się konferencja prasowa firmy nagraniowej Utekaj Zvukozapis (Утекай звукозапись). Tam po raz pierwszy została przedstawiona publiczności nowa piosenkarka z Ufy. 8 maja 1999 w klubie 16 Ton odbyła się prezentacja albumu, który oficjalnie wydano 10 maja. 19 czerwca Zemfira wystąpiła na kolejnym Dniu Miasta w Ufie, a pierwszą trasę koncertową rozpoczęła 1 września występem w Moskwie. Trasa została na 15 dni przerwana z powodu choroby i hospitalizacji artystki, a zakończyła się w Rydze 5 stycznia 2000 roku.
28 marca 2000 wydała album pt. Prosti mienia moja ljubow (ros. Прости меня моя любовь). 1 kwietnia w Moskwie, w kompleksie sportowym „Olimpijski” (Олимпийский), miał miejsce pierwszy solowy koncert artystki. W kwietniu grupa została laureatem nagrody czasopisma „FUZZ”: „Najlepsza grupa roku, Najlepszy album roku” i „Najlepsza piosenka roku”. 1 kwietnia 2002 wyszedł trzeci album grupy pt. Czetyrnadciat niedel tisziny (Четырнадцать недель тишины). W tym czasie Zemfira całkowicie zmienia skład grupy.
W 2004 rozpoczęła studia na wydziale filozofii Uniwersytetu Moskiewskiego. W czasie pierwszej sesji zimowej udała się na urlop dziekański w związku z pracą nad nagraniem albumu Wiendetta (Вендетта). 16 października 2004 na ceremonii MTV Russia Awards 2004 wraz z grupą Queen wykonała utwór „We Are the Champions”. 10 maja 2005 udała się w trasę koncertową promującą album pt. Wiendetta. W nowym składzie (Boris Liwszyc, (Борис Лившиц), Andriej Zwonkow (Андрей Звонков), Władimir Kornijenko (Владимир Корниенко)) grupa odwiedziła szereg krajów całego świata. 14 lutego 2006 została wydana płyta DVD z wideoklipami Zemfiry, w skład której weszły dotychczasowe klipy piosenkarki oraz zapis utworu „Podsumowanie” (Итоги), nakręcony przez Renatę Litwinową (Ренатa Литвиновa). Jesienią 2006 roku ukazał się pierwszy koncertowy album, Live, na którym znalazło się 10 piosenek z czterech albumów, wykonanych na jednym z koncertów tournée Wendetta.
Po niedługiej przerwie, wiosną 2007 ponownie pojawiła się na estradzie. W tournée wykonała piosenki z wcześniej wydanych albumów, lecz w nowych aranżacjach. 29 sierpnia 2007 wystąpiła podczas koncertu Szkolny walc. Wcześniej wraz z zespołem zwróciła się do Rosyjskiej Fundacji Pomocy z prośbą o wybranie rodziny adoptującej dzieci, w celu urządzenia koncertu charytatywnego. Wybór padł na rodzinę Barmotinych, w której wychowywało się sześcioro dzieci z domów dziecka. 1 października 2007 wydała album pt. Spasiba (Спасибо), złożony z 12 utworów. Prace nad albumem trwały rok, a jego nagranie miało miejsce w Londynie. Osobiście zajmowała się kampanią reklamową albumu. Na prośbę Renaty Litwinowej (Ренатa Литвиновa) nakręciła klip piosenki „My razbiwajemsia” (Мы разбиваемся), umieszczony następnie przez Zemfirę w internecie dla bezpłatnego pobierania. Zostały też zorganizowane dwie prezentacje: jedna, na którą wstęp był wolny, a druga na bankiecie z okazji wyjścia pierwszego numeru czasopisma „Citizen K”. W październiku album pojawił się w salonach "Evroset" (Евросеть). Z początku płyta była sprzedawana tylko wraz ze wspomnianym czasopismem. Taki sposób wprowadzania płyty na rynek nigdy przedtem nie był w Rosji praktykowany. Wszystkie główne partie albumu zostały nagrane w składzie: Zemfira Ramazanowa (Земфира Рамазанова) (śpiew), Dmitrij Szurow (Дмитрий Шуров) (pianino), Konstantin Kulikow (Константин Куликов) (trąbka), Den Marinkin (Дэн Маринкин) (perkusja), Aleksiej Bielajew (Алексей Беляев) (kontrabas), Jurij Topczij (Юрий Топчий) (gitara). W nagraniach gościnnie wziął udział gitarzysta grupy Mumij Troll, Jurij Caler (Юрий Цалер). Wydanie albumu zostało poprzedzone pojawieniem się wideoklipu z piosenką „Rozbijamy się” (Мы разбиваемся), nakręconym przez Renatę Litwinową (Рената Литвинова).
25 stycznia 2008 odbyła się prapremiera filmu Zielony teatr w Zemfirze (Зеленый театр в Земфире) Renaty Litwinowej. Film wszedł na ekrany 21 lutego. We wrześniu Zemfira uhonorowana została, przyznawaną co rok w sferze muzyki rock and roll, nagrodą w dwóch kategoriach: „Solistka roku” oraz „Muzyka”. 1 kwietnia miał miejsce koncert finałowy trasy promującej album Spasiba. Zemfira została przyjęta gorącymi owacjami, tysiące fanów artystki przyniosło ze sobą plakaty z napisem „dziękuję”, wyrażając w ten sposób swoje poparcie i wdzięczność.  30 września wystąpiła na międzynarodowym festiwalu „Wspólne dzieło świata”, gdzie zaśpiewała razem z amerykańską piosenkarką Patti Smith. W grudniu wydano teledysk do piosenki „Kiedy śnieg się zacznie” (Когда снег начнется).
W 2009 wydała album pt. Z-Sides. W 2013 dała koncert w Warszawie w klubie Stodoła. 12 stycznia 2014, w dzień urodzin Renaty Litwinowej, ukazał się wideoklip do piosenki „Żyć w twojej głowie” (Жить в твоей голове), w reżyserii Renaty.
W 2022 sprzeciwiła się inwazji Rosji na Ukrainę, po czym została wpisana przez rosyjski rząd na listę "zagranicznych agentów". Obecnie mieszka we Francji..

## Dyskografia
| - 1998: Zemfira (Земфира) - 2000: Prosti mienia, moja liubow (Прости меня, моя любовь) - 2002: 14 niedieli tisziny (14 недель тишины) - 2005: Wiendetta (Вендетта) - 2007: Spasiba (Спасибо) - 2009: Z-Sides - 2013: Żit w twojej golowie (Жить в твоей голове) - 2021: Borderline (Бордерлайн) - 2006: Земфира.LIVE (Земфира.LIVE) - 2010: Zemfira.Live2 - 2004: Bogini. Historia mojej miłości – piosenka „Miłość jak przypadkowa śmierć” (Любовь как случайная смерть) | - 1999: „Snieg” (Снег) - 2000: „Do swidania” (До Свидания) - 2001: „Trafik” (Трафик) - 2008: Zielony teatr w Zemfirze (Зелёный театр в Земфире), reż. Renata Litwinowa - 2004: Bogini. Historia mojej miłości (Богиня: как я полюбила), reż. Renata Litwinowa |